# Tichellandsterpolder
De Tichellandsterpolder is een voormalig waterschap in de provincie Groningen.
De polder lag ten westen van Kroddeburen, tussen de bebouwing en de Borgweg, ter breedte van een kleine 300 m langs de Stadsweg. De molen van de polder stond aan de westkant hiervan en sloeg zijn water uit op een sloot die uitmondde in het Lellenstermaar.
Waterstaatkundig gezien ligt het gebied sinds 1995 binnen dat van het waterschap Noorderzijlvest.

## Naam
Tichelland is de algemene (Groningse) benaming voor land waarvan de klei werd afgegraven voor het vervaardigen van tichels (bakstenen). Hierdoor komt het maaiveld een halve tot een hele meter lager te liggen, waardoor bemaling nodig was.